# American Music Awards 2013
La 41e cérémonie des American Music Awards s'est déroulée le 24 novembre 2013 au Nokia Theater de Los Angeles. Elle récompense les artistes les plus populaires de l'année 2013.Elle a été diffusée sur le chaîne ABC en simultané. Les nominations ont été annoncées le 10 octobre 2013 par Kelly Clarkson et will.i.am. Macklemore & Ryan Lewis ont été les plus nommés avec 6 nominations, suivis de  Taylor Swift et Justin Timberlake avec 5 chacun. Le show a été animé par Pitbull,,.
Taylor Swift est repartie avec 4 statuettes faisant d'elle la plus grande gagnante de la soirée. Elle a gagné les récompenses pour l'Artiste de l'Année, le Meilleur Artiste Pop/Rock Féminin, le Meilleur Artiste Country Féminin et le Meilleur Album Country. Justin Timberlake a quant à lui gagné 3 récompenses dont celles du Meilleur Artiste Pop/Rock Masculin, Meilleur Artiste Soul/R'n'B Masculin et celle du Meilleur Album Soul/R'n'B.
Rihanna a gagné le prix Icon Award décerné alors pour la première fois, avec la récompense du meilleur Artiste Soul/R'n'B Féminin,.

## Performances
| Artistes                             | Chansons                                                            |
| Pre-show                             | Pre-show                                                            |
| ------------------------------------ | ------------------------------------------------------------------- |
| Fifth Harmony                        | Better Together                                                     |
| Jesse McCartney                      | Back Together                                                       |
| Show                                 |                                                                     |
| Katy Perry                           | Unconditionally                                                     |
| One Direction                        | Story of My Life                                                    |
| Ariana Grande                        | The Way Tattooed Heart                                              |
| Imagine Dragons                      | Demons Radioactive                                                  |
| Pitbull Ke$ha                        | Timber                                                              |
| Justin Timberlake                    | Drink You Away                                                      |
| Florida Georgia Line Nelly           | Cruise Ride wit Me                                                  |
| Rihanna                              | Diamonds                                                            |
| Macklemore & Ryan Lewis Ray Dalton   | Can't Hold Us                                                       |
| Jennifer Lopez                       | Hommage à Celia Cruz : Químbara Bemba Colorá La Vida Es Un Carnaval |
| A Great Big World Christina Aguilera | Say Something                                                       |
| Kendrick Lamar                       | Swimming Pools (Drank) Poetic Justice                               |
| Lady Gaga R. Kelly                   | Do What U Want                                                      |
| Luke Bryan                           | That's My Kind of Night                                             |
| TLC Lil Mama                         | Waterfalls                                                          |
| Miley Cyrus                          | Wrecking Ball                                                       |

## Présentateurs
Liste des présentateurs : 
- Taylor Swift - Meilleur Artiste Pop/Rock Masculin
- Emma Roberts - One Direction
- Marc Anthony & Zoe Saldana - Meilleur Artiste Soul/R'n'B Féminin
- Kristen Bell & Chris Daughtry - Meilleur Album Country
- Akon & Michael Bolton - Meilleur Album Rap/Hip Hop
- Maia Mitchell & Naya Rivera - Pitbull et Ke$ha
- Dave Grohl & Joan Jett - Meilleur Artiste Alternatif
- Pitbull - Meilleur Artiste de musique latine
- Heidi Klum - Justin Timberlake
- Kelly Osbourne & Nicole Richie - Meilleur Album Pop/Rock
- The Ceremonies - Florida Georgia Line and Nelly
- Daisy Fuentes & Juan Pablo Galavis - Révélation de l'Année
- Bill Maher - Rihanna
- Ciara & Paulina Gretzky - Meilleur Artiste Soul/R'n'B
- Pitbull - Ryan Lewis et  Macklemore
- Fall Out Boy - Meilleur Artiste Country Féminin
- Alicia Silverstone & Nathan Fillion - Chanson de l'Année
- Sarah Silverman - Meilleur Album Soul/R'n'B
- Jennifer Hudson - A Great Big World et Christina Aguilera
- Austin Mahone & Kendall Jenner - Meilleur Artiste Electro
- Jeremy Renner - Lady Gaga and R. Kelly
- Jaimie Alexander & Andrew McCutchen - Meilleur Artiste Country Masculin
- (Casting de Shark Tank)  Kevin O’Leary, Daymond John, Robert Herjavec & Mark Cuban - Meilleur Duo/Groupe Pop/Rock
- Lady Antebellum - Luke Bryan
- 2 Chainz & Jaden Smith - Miley Cyrus
- Pitbull - Artiste de l'Année

## Gagnants et nommés
| Artiste de l'année | Révélation de l'année                                                                                               |
| --- | --- |
| - Macklemore & Ryan Lewis - Bruno Mars - Rihanna - Taylor Swift - Justin Timberlake                                                                                | - Florida Georgia Line - Ariana Grande - Imagine Dragons - Macklemore & Ryan Lewis - Phillip Phillips               |
| Meilleur Artiste Pop/Rock Masculin | Meilleur Artiste Pop/Rock Féminin                                                                                   |
| - Bruno Mars - Robin Thicke - Justin Timberlake | - P!nk - Rihanna - Taylor Swift                                                                                     |
| Meilleur Duo ou Groupe Pop/Rock | Meilleur Album Pop/Rock                                                                                             |

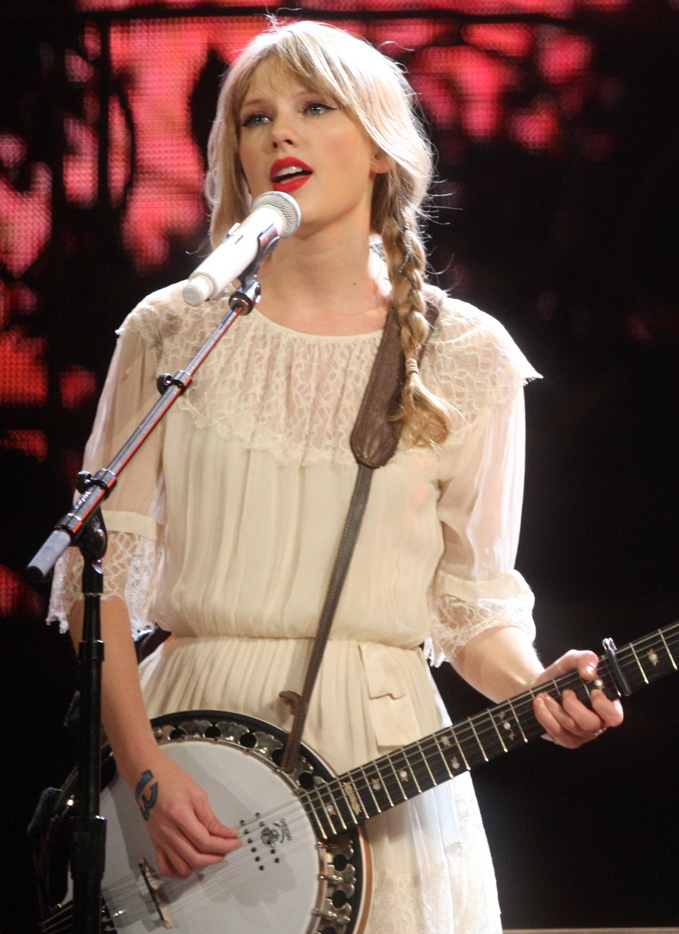
Taylor Swift a gagné la récompense du Meilleur Artiste Country Féminin pour la sixième fois consécutive celle de l'Artiste de l'Année pour la troisième fois.

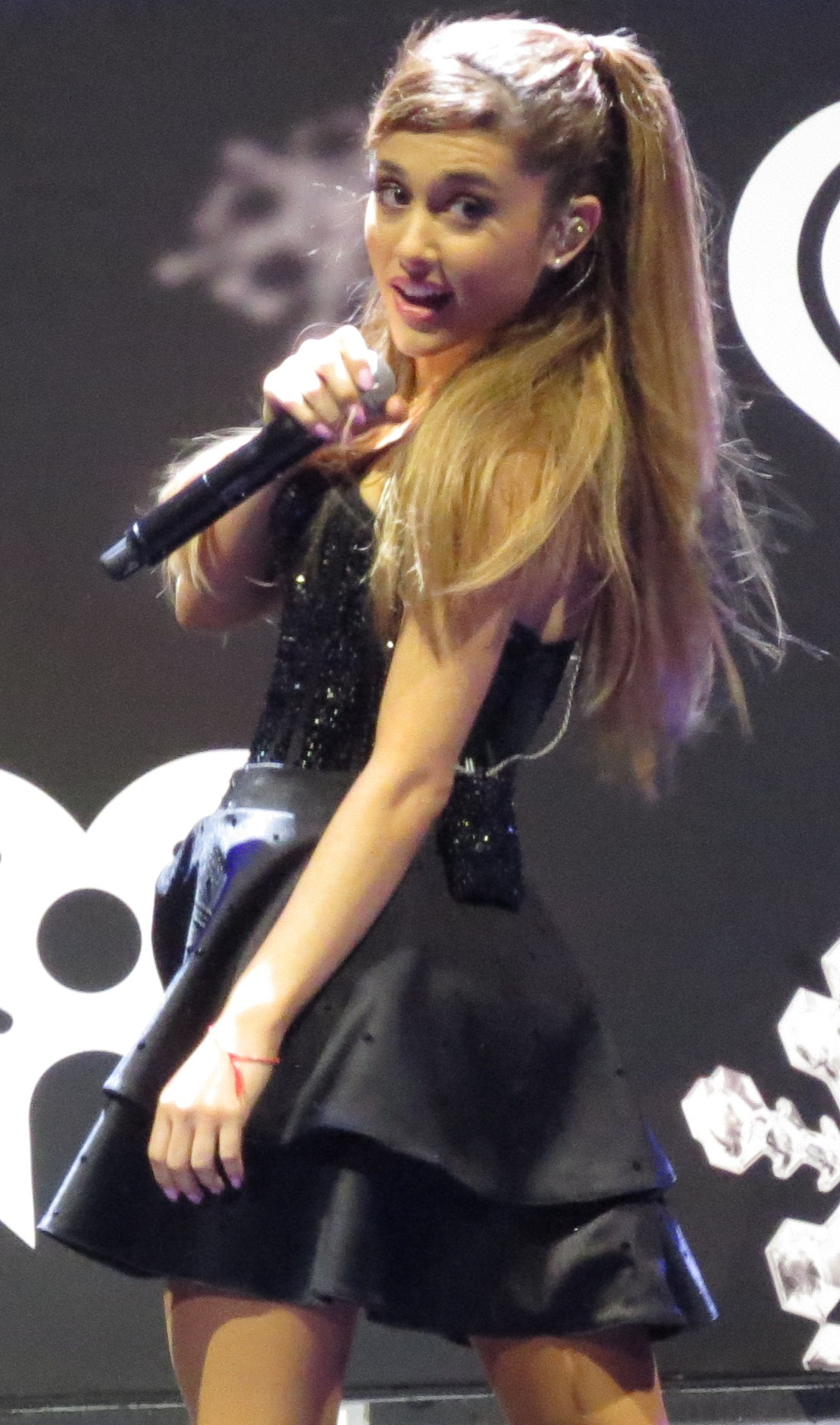
Ariana Grande a gagné la récompense de la Révélation de l'Année.

| - Imagine Dragons - Macklemore & Ryan Lewis - One Direction | - Take Me Home – One Direction - Red – Taylor Swift - The 20/20 Experience – Justin Timberlake                      |
| Meilleur Artiste Country Masculin | Meilleur Artiste Country Féminin                                                                                    |
| - Luke Bryan - Hunter Hayes - Blake Shelton | - Miranda Lambert - Taylor Swift - Carrie Underwood                                                                 |
| Meilleur Duo ou Groupe Country | Meilleur Album Country                                                                                              |
| - The Band Perry - Florida Georgia Line - Lady Antebellum | - Crash My Party – Luke Bryan - Here's to the Good Times – Florida Georgia Line - Red – Taylor Swift                |
| Meilleur Artiste Hip-Hop | Meilleur Album Hip-Hop                                                                                              |
| - Jay-Z - Lil Wayne - Macklemore & Ryan Lewis | - Magna Carta... Holy Grail – Jay-Z - Good Kid, M.A.A.D City – Kendrick Lamar - The Heist – Macklemore & Ryan Lewis |
| Meilleur Artiste Soul/R'n'B Musculin | Meilleur Artiste Soul/R'n'B Féminin                                                                                 |
| - Miguel - Robin Thicke - Justin Timberlake | - Ciara - Rihanna - Alicia Keys                                                                                     |
| Meilleur Album Soul/R'n'B | Meilleur Artiste Alternatif                                                                                         |
| - Unapologetic – Rihanna - Blurred Lines – Robin Thicke - The 20/20 Experience – Justin Timberlake                                                                 | - Imagine Dragons - The Lumineers - Mumford & Sons                                                                  |
| Meilleur Artiste "Adult Contemporary" | Meilleur Artiste de musique latine                                                                                  |
| - Maroon 5 - Bruno Mars - P!nk | - Marc Anthony - Prince Royce - Romeo Santos                                                                        |
| Meilleure Artiste "Contemporary Inspirational " | Meilleur Artiste Electro                                                                                            |
| - tobyMac - Chris Tomlin - Matthew West | - Avicii - Daft Punk - Calvin Harris - Zedd                                                                         |
| Chanson de l'année | Meilleure Bande Originale                                                                                           |
| - "Cruise" - Florida Georgia Line feat. Nelly - "Thrift Shop" - Macklemore & Ryan Lewis feat. Wanz - "Blurred Lines" - Robin Thicke feat. Pharrell Williams & T.I. | - Gatsby le Magnifique– Various artists - Les Misérables – Various artists - Pitch Perfect – Various artists        |
| Icon Award 2013 | |
| - Rihanna | |